# Hockey su ghiaccio al XII Festival olimpico invernale della gioventù europea
Il torneo di hockey su ghiaccio al XII Festival olimpico invernale della gioventù europea maschile si è svolto dal 26 al 30 gennaio 2015 all'Aktivpark Montafon di Tschagguns in Austria.

## Risultati

### Turno preliminare

#### Gruppo A
| Squadra    | Punti | PG | V | VOT | POT | P | GF | GS | DG |
| ---------- | ----- | -- | - | --- | --- | - | -- | -- | -- |
| Rep. Ceca  | 6     | 2  | 2 | 0   | 0   | 0 | 11 | 3  | +8 |
| Svizzera   | 2     | 2  | 0 | 1   | 0   | 1 | 4  | 9  | -5 |
| Slovacchia | 1     | 2  | 0 | 0   | 1   | 1 | 2  | 5  | -3 |

| 26 gennaio 2015, ore 15:00 UTC+1 | Rep. Ceca | 8 – 2 (2-1, 4-0, 2-1) referto | Svizzera |  |

| 27 gennaio 2015, ore 15:00 UTC+1 | Svizzera | 2 – 1 (1-1, 0-0, 0-0, 1-0) referto | Slovacchia |  |

| 28 gennaio 2015, ore 15:00 UTC+1 | Slovacchia | 1 – 3 (0-2, 1-0, 0-1) referto | Rep. Ceca |  |

#### Gruppo B
| Squadra   | Punti | PG | V | VOT | POT | P | GF | GS | DG  |
| --------- | ----- | -- | - | --- | --- | - | -- | -- | --- |
| Russia    | 6     | 2  | 2 | 0   | 0   | 0 | 8  | 2  | +6  |
| Finlandia | 3     | 2  | 1 | 0   | 0   | 1 | 12 | 4  | +8  |
| Austria   | 0     | 2  | 0 | 0   | 0   | 2 | 1  | 15 | -14 |

| 26 gennaio 2015, ore 18:30 UTC+1 | Russia | 3 – 2 (1-1, 1-0, 1-1) referto | Finlandia |  |

| 27 gennaio 2015, ore 18:30 UTC+1 | Austria | 0 – 5 (0-2, 0-3, 0-0) referto | Russia |  |

| 28 gennaio 2015, ore 18:30 UTC+1 | Finlandia | 10 – 1 (4-0, 2-0, 4-1) referto | Austria |  |

### Finali

#### Finale 5º/6º posto
| 29 gennaio 2015, ore 15:00 UTC+1 | Slovacchia | 9 – 1 (3-0, 3-0, 3-1) referto | Austria |  |

#### Finale 3º/4º posto
| 29 gennaio 2015, ore 18:30 UTC+1 | Svizzera | 2 – 4 (1-2, 0-2, 1-0) referto | Finlandia |  |

#### Finalissima
| 30 gennaio 2015, ore 15:00 UTC+1 | Rep. Ceca | 5 – 9 (1-2, 2-2, 2-5) referto | Russia |  |

## Classifica
| Pos. | Squadra    |
| ---- | ---------- |
| 1    | Russia     |
| 2    | Rep. Ceca  |
| 3    | Finlandia  |
| 4    | Svizzera   |
| 5    | Slovacchia |
| 6    | Austria    |